# Palpita conistolalis
Palpita conistolalis is een vlinder uit de familie van de grasmotten (Crambidae), uit de onderfamilie van de Spilomelinae. De wetenschappelijke naam van deze soort is voor het eerst voorgesteld als Hapalia conistolalis door George Francis Hampson in een publicatie uit 1918.
De soort komt voor in Nigeria.